# Cryptandra australis
Cryptandra australis là một loài thực vật có hoa trong họ Táo. Loài này được Christiaan Hendrik Persoon mô tả khoa học đầu tiên năm 1805.
James Edward Smith thiết lập chi Cryptandra năm 1798 nhưng không đặt tên cho loài nào. Tới năm 1808 ông mới mô tả 2 loài là C. ericoides và C. amara. Hiện nay người ta xác định rằng C. ericoides của Smith chính là C. australis của Persoon.

## Phân bố
Loài này được tìm thấy ở New South Wales, Queensland.

## Mô tả
Lá thẳng, nhọn. Tràng hoa hình phễu, bên ngoài có nhiều lông cứng. Cây dạng cây bụi, phân nhiều cành, thanh mảnh; các cành nhiều lá, khi còn non có lông lụa hoặc lông cứng. Lá dài 6,5 mm, thành chùm, mọc đối, nhẵn bóng, thẳng, nhọn, có gờ, trên cuống ngắn. Hoa dày dặc trong đầu hoa nhiều lá ở đầu cành, dường như có màu hơi ánh đỏ, được bao phủ bên ngoài bằng lông cứng màu trắng, mượt, dày.